# Batalla de Verona
La batalla de Verona fue el penúltimo enfrentamiento de la guerra civil entre los emperadores romanos Constantino I (r. 306-337) y Majencio (r. 306-312), trabado en la ciudad italiana de Verona entre junio y septiembre de 312. Previamente Majencio había declarado la guerra a Constantino alegando que pretendía vengar la muerte de su padre Maximiano (r. 285-308, 310), quien se había suicidado después de ser derrotado por este. Constantino respondería a su vez con una invasión a gran escala a Italia.
La batalla de Verona aconteció después de la batalla de Brescia, enfrentamiento en el que Constantino fue capaz de derrotar a un contingente de caballería enviado por el prefecto del pretorio Ruricio Pompeyano para bloquear la ruta en dirección a Roma. En Verona, al igual que en los otros combates que ocurrieron en esta guerra civil, Constantino pudo marcar otra importante victoria contra el ejército de Majencio, la misma que le abrió el camino para su última batalla en el Puente Milvio, situado en las inmediaciones de Roma.

## Antecedentes

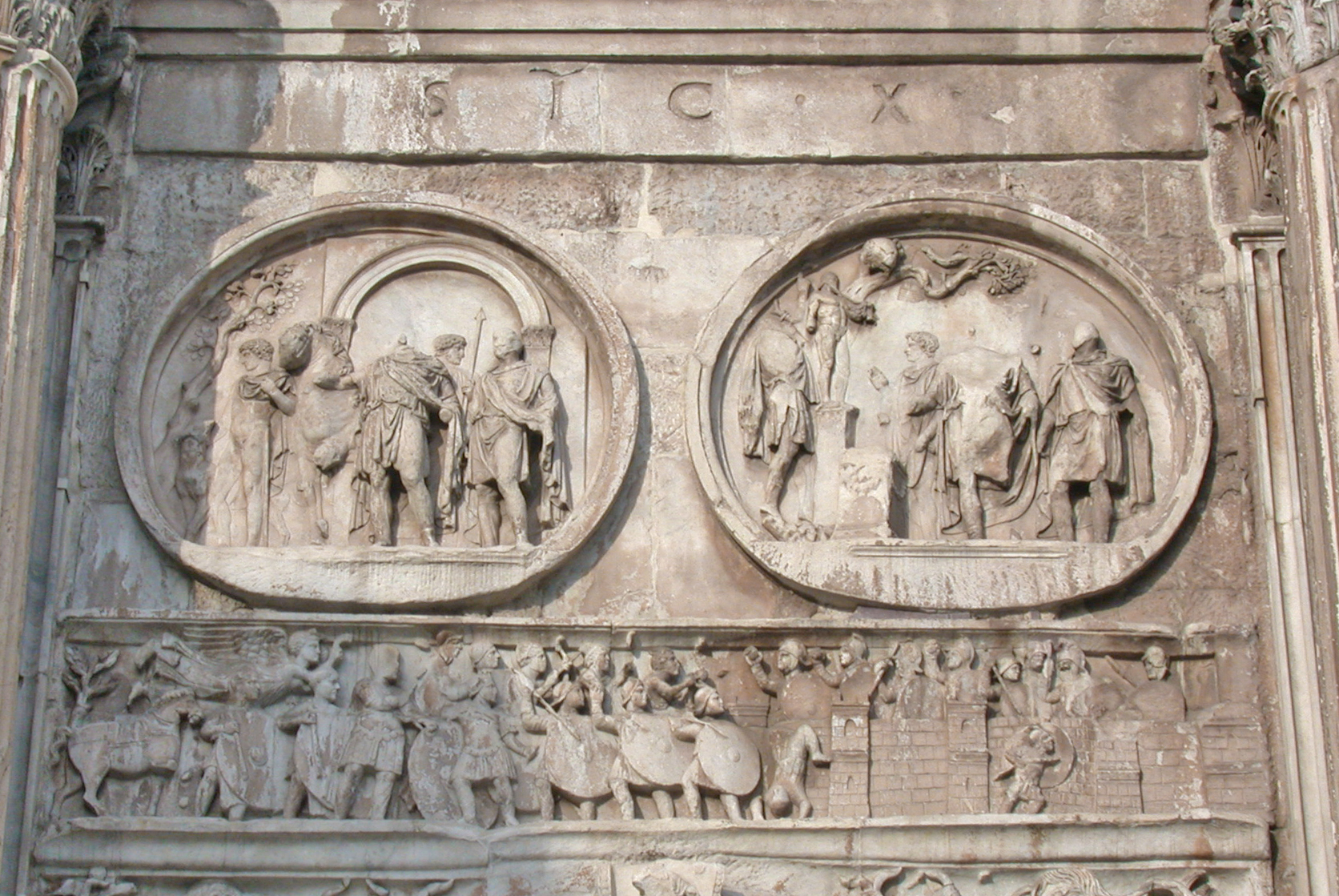
Arco de Costantino en Roma. Probable representación de la batalla de Verona

La causa del enfrentamiento entre los emperadores romanos Constantino I (r. 306-337) y Majencio (r. 306-312) residía en las rivalidades motivadas en consecuencia del sistema de gobierno instituido por Diocleciano denominado tetrarquía. Al poco tiempo que Diocleciano y Maximiano renunciaron al trono, los gobernadores provinciales comenzaron a disputarse el control del Imperio romano. Uno de los perjudicados por este sistema fue Constantino, quien, aunque tenía derechos dinásticos al trono por ser el hijo del emperador de Occidente Constancio Cloro, se veía afectado por el hecho de que la tetrarquía obviaba dichos derechos, al considerar que el linaje imperial no era un requisito indispensable en los emperadores. Cuando Constancio murió en Britania –el 25 de julio de 306– sus tropas proclamaron como sucesor a Constantino en Eboracum (actual York).
Mientras tanto en Roma, el favorito a la sucesión era el hijo de Maximiano, Majencio, quien el 28 de octubre de 306 se autoproclamó princeps y llamó a su padre del retiro para que cogobierne con él. En 307, Italia fue invadida por Flavio Severo (r. 305-307) por orden del emperador del Oriente Galerio (r. 293-311). Con la ayuda de un ardid de Maximiano, Severo se rindió y fue hecho prisionero; diez años después murió en circunstancias desconocidas.
Durante la conferencia de Carnunto convocada por Galerio en 308, se nombró al oficial Flavio Valerio Licinio (r. 308-324) como emperador de Occidente con el propósito de derrocar a Majencio, sin embargo, Licinio prefirió no intervenir en el asunto. Ese mismo año, Maximiano pretendió destronar a su propio hijo pero fracasó en su intento y huyó a la corte de Constantino en la Galia. En junio de 310, cuando Constantino sofocaba una insurrección de los francos, Maximiano intentó proclamarse como nuevo emperador, pero al retornar Constantino y enterarse de lo ocurrido, apresó a Maximiano y lo obligó a suicidarse.
El año siguiente, Majencio, exigiendo venganza por la muerte de su padre, declara la guerra a Constantino, quien respondió con una invasión del norte de Italia con 90 000 legionarios y 8000 équites (jinetes), de acuerdo con las crónicas del historiador Zósimo. Después del sitio de Segusio (actual Susa, en Italia) el ejército constantiniano se dirigió hacia el sur y venció a las tropas de Majencio en la batalla de Turín. Constantino continuó hasta Mediolanum (hoy Milán), ciudad que le abrió las puertas y lo acogió. A mediados de agosto, continuó su marcha hacia Roma.
Ruricio Pompeyano –un prefecto del pretorio que comandaba a las tropas majencianas acantonadas en Verona– recibió noticias de la cercanía de Constantino y rápidamente envió a un contingente de caballería pesada a las inmediaciones de Brixia (actual Brescia) con el fin de bloquear el paso al ejército invasor. Constantino ordenó entonces a su caballería arremeter contra el enemigo. La batalla de Brescia tuvo una corta duración gracias a la acción de la caballería constantiniana, que logró desarticular a las fuerzas enemigas, las cuales tuvieron que replegarse hacia Verona.

## Batalla y consecuencias

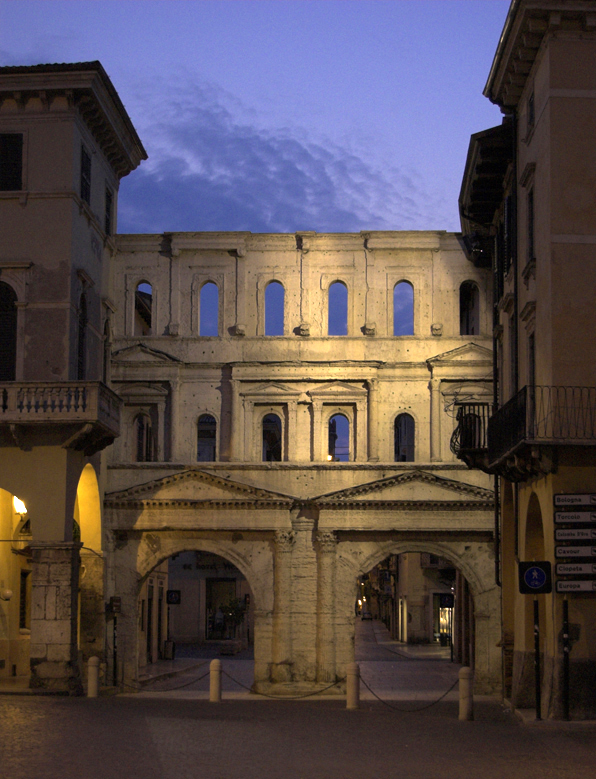
Porta Borsari, muestra de las defensas romanas de Verona

Después de que la ciudad de Mediolanum se pasara al lado de Constantino unos meses antes, Verona se convertiría en la más importante fortaleza de Majencio en el norte de Italia. Verona estaba naturalmente defendida en tres de sus costados por el río Adigio, y además contaba con grandes fortificaciones que constituían una poderosa barrera contra ataques. Ruricio Pompeyano había agrupado a un numeroso ejército proveniente de Venetia, el mismo que fue concentrado dentro de Verona. Constantino envió una pequeña fuerza al norte de la ciudad, en un intento de cruzar el río sin ser detectados. Pompeyano, mientras tanto, envió a un gran destacamento para contener a su fuerza expedicionaria, pero fue derrotado y forzado a volver dentro de los muros.
El ejército constantiniano prosiguió con su ataque contra la ciudad y comenzó a sitiarla. Pompeyano consiguió escapar antes del sitio y huyó hacia el este para conseguir refuerzos. Pronto regresó con un considerable ejército, lo cual colocó al emperador en la difícil situación de luchar en dos frentes. Constantino tomó la iniciativa en la ofensiva: dejó una parte de sus tropas para contener a la guarnición de la ciudad, mientras que el resto atacó a los refuerzos. Constantino dirigió personalmente este ataque y su ejemplo de valor inspiró un esfuerzo heroico en sus soldados. Pompeyano murió en el combate y sus huestes se desintegraron. Los defensores de Verona se desmoralizaron ante tal panorama y tomaron la decisión de capitular inmediatamente.
La rendición de Verona fue seguida por la de Aquilea, Mutina (actual Módena) y Rávena. De esta manera el camino directo hacia Roma quedaba abierto para Constantino. La última confrontación de la guerra entre ambos emperadores tuvo lugar en el margen del Tíber cerca del Puente Milvio. Majencio murió durante la batalla y, de esta forma, Constantino se convirtió en único emperador de la mitad occidental del Imperio romano.